# Orfenadrina
La orfenadrina es un anticolinérgico del tipo del antihistamínico de etanolamina, parecido a la difenhidramina. Se trata de un relajante muscular utilizado para aliviar el dolor muscular y para el control del movimiento en la enfermedad del Parkinson, aunque ya ha sido reemplazado por nuevas drogas. Esta sustancia es considerada una medicamento sucio debido a su complejo mecanismo de acción en diferentes rutas metabólicas. Fue descubierto y desarrollado en la década de los 40 (1940).

## Usos médicos
La orfenadrina es un relajante muscular esquelético. Se usa para aliviar el dolor causado por lesiones musculares como distensiones y esguinces, combinándolo con descanso y terapia física. Un estudio realizado en 2004 encontró suficientes evidencias para afirmar que la orfenadrina es efectiva para el dolor agudo de espalda o cuello, pero no para establecer la eficacia relativa del fármaco en combinación con otros fármacos en el estudio.
La orfenadrina, al igual que otros relajantes musculares, es utilizada a veces para tratar el dolor provocado por la artritis reumatoide, pero no hay pruebas suficientes de que esté enfocado a subsanar este tipo de dolor.
Un estudio llevado a cabo por Colaboración Cochrane en 2003 acerca del uso de fármacos anticolinérgicos para mejorar el aspecto motor en la enfermedad de Parkinson reveló que este tipo de fármacos son útiles para ese propósito. A pesar de que la orfenadrina y otros anticolinérgicos han sido mayoritariamente reemplazados por otros fármacos, son utilizados para aliviar los síntomas de la función motora, y parecen ayudar a alrededor del 20% de las personas con Parkinson.

## Efectos secundarios
La orfenadrina tiene los mismos efectos secundarios que muchos otros antihistamínicos comunes. Su estimulación es, de alguna manera, más común que en otros antihistamínicos relacionados, siendo especialmente común en personas mayores. Entre los efectos secundarios más comunes se incluyen: boca seca, mareo, constipado, retención de orina, visión borrosa y dolor de cabeza. Su uso para tratar el Parkinson está especialmente limitado debido a estos factores.
La gente que padece glaucoma; problemas digestivos, como úlceras pépticas, obstrucción del intestino, acalasia; hiperplasia benigna de próstata; problemas de vejiga o miastenia grave, no debería tomar este medicamento.
El uso continuo y/o acumulativo de anticolinérgicos, incluyendo antihistamínicos de primera generación, está asociado con un riesgo mayor de degradación cognitiva y demencia en personas mayores.

## Farmacología
El citrato de orfenadrina es un análogo de la difenhidramina. La orfenadrina alivia indirectamente el dolor muscular a través de la atropina del sistema nervioso central que interacciona con los receptores muscarínicos y se somete a un extenso metabolismo hepático a través del sistema enzimático CIP450. Su capacidad terapéutica también se debe a la inhibición de la unión de [3H]MK-801 a la fenciclidina (PCP) del receptor de N-metil-D-aspartato (NMDA). Además inhibe los canales HERG clonados de forma dependiente de la concentración.

## Historia
George Rieveschl fue un profesor de química en la Universidad de Cincinnati y lideró un programa de investigación sobre los antihistamínicos. En 1943, uno de sus estudiantes, Fred Huber, sintetizó difenhidramina. Rieveschl trabajó con Parke-Davis para probar el compuesto y la compañía licenció la patente. Los experimentos se basaron en la introducción de la difenhidramina en el íleon de algunas cobayas y pusieron en manifiesto las propiedades anticolinérgicas. Posteriormente, Rieveschl lideró el desarrollo de la orfenadrina, un análogo de la difenhidramina cuyas capacidades para bloquear la producción de acetilcolina eran más potentes.
A finales del siglo XX, el abuso de los anticolinérgicos comenzó a ser más frecuente. La variante más utilizada de orfenadrina era la de sal de clorhidrato, de la marca Disipal. Se pensaba que la toma excesiva de estos medicamentos daba una sensación de placer y alivio a los pacientes con enfermedades psiquiátricas graves como la esquizofrenia.

## Formulación
La orfenadrina está disponible en forma de sal de citrato y sal de clorhidrato; las marcas con nombre Norflex y Norgesica son formulaciones de la sal de citrato de orfenadrina y la marca Disipal es la sal de clorhidrato.
Suele ser utilizada para tratar las migrañas y los espasmos musculares al ser un buen relajante muscular.
La orfenadrina se encuentra a menudo mezclada con aspirina, Diclofenac,  paracetamol/acetaminofén, ibuprofeno, cafeína, y/o codeína para tratar dolores de cabeza tensionales.
Algunos estudios también han concluido que puede ser utilizada para tratar el hipo crónico.

## Química
Para la síntesis de la orfenadrina se lleva a cabo una sustitución nucleófila, en la cual el oxígeno del dimetiletanolamina reacciona con el carbono secundario del cloruro de 2-metilbencidrilo, para formar orfenadrina y ácido clorhídrico.
A la orfenadrina se le añade ácido cítrico para formar la orfenadrina citrato, la cual cuenta con propiedades farmacológicas. El clorhidrato de orfenadrina, relajante muscular, da lugar a cristales pertenecientes al grupo espacial monoclínico.
Además cuenta con estereoisomería ya que tiene un carbono quiral que une los dos ciclos aromáticos. Normalmente se administra como la mezcla racémica, pero el enantiómero con propiedades analgésicas es (R)-orfenadrina.
El metabolismo de la orfenadrina implica principalmente una N-desmetilación, hidroxilación aromática y degradación de la cadena lateral.